# Servei Voluntari del Museu de l'Ermitage
El Servei Voluntari de l'Ermitage del Museu Estatal de l'Ermitage a Sant Petersburg és una organització de voluntaris que uneix estudiants estrangers i estudiants russos amb l'objectiu de proveir assistència a n'aquest museu mundialment reconegut. El programa participa en les activitats i funcions del museu tan internes com externes, fent de connexió informal entre el personal del museu i el públic. D'aquesta manera és possible fer més accessible el coneixement dels experts del museu per al públic general. Els voluntaris també desenvolupen projectes propis que reflecteixen els seus interessos i objectius personals en relació amb el museu.

## Missió
La missió jurada del Servei Voluntari de l'Ermitage és “Fomentar un sentit de la responsabilitat per la preservació del patrimoni cultural”. La principal missió del Servei Voluntari de l'Ermitage és familiaritzar als joves amb la cultura i el patrimoni internacional mitjançant l'accés a les extenses col·leccions internacionals del museu. El Servei Voluntari de l'Ermitage té com a objectiu ajudar a les joves generacions a entendre el valor de la tradició i a inspirar en ells la responsabilitat de preservar-la. El Servei Voluntari de l'Ermitage involucra joves estudiants en diversos projectes culturals, dels quals molts estan directament relacionats a les nombroses activitats del museu.

## Història
Pot temps abans de la celebració del 300è aniversari de Sant Petersburg, Mikhail Kozhukhovskij es va dirigir a l'Administració de l'Ermitage i proposà la creació d'un Servei Voluntari per ajudar a l'organització de les activitats del tricentenari. Al mateix temps, va començar a cercar individus amb experiència en la creació de programes educacionals que estiguessin interessats en formar part del projecte. Degut als seus esforços, l'Ermitage va poder escollir voluntaris d'entre un grup de 150 individus preparats per ajudar. El 23 de maig del 2003, un grup Voluntari vestint uniformes vermells entrà a l'Ermitage disposts a ajudar en tots els afers possibles. Kozhukovskij va ser assignat cap del nou Servei Voluntari. Encara en la seva infància, aquest programa ha pogut crear diversos projectes en col·laboració amb diferents departaments de l'Ermitage. Gràcies a n'això, els Servei Voluntari s'ha convertit en una part integral del personal del museu.

## L'equip
El programa es renova contínuament degut la constant arribada de nou voluntaris provinents de diversos sectors: estudiants i treballadors, russos i estrangers, joves i majors treballen junts per la millora de l'Ermitage. Actualment, en el programa hi ha voluntaris de totes parts del món: Rússia, Suïssa, Estats Units, Alemanya, França, Espanya, Itàlia, Polònia, Romania, Turquia, Líban, Brasil, Corea, Irlanda i altres països. Cada voluntari dedica el seu temps al programa segons el seu horari i habilitats particulars. A l'equip Voluntari hi podem trobar lingüistes, historiadors de l'art, periodistes, professors, informàtics, i altres professionals no necessàriament lligats a l'esfera cultural. Per exemple, el Servei Voluntari inclou un conductor d'autobusos, una arqueòloga i un ballarí. Una vegada els voluntaris finalitzen el programa, molts segueixen en contacte amb els projectes i amb els altres membres. D'aquesta manera el programa de voluntariat ha establert una xarxa extensa i internacional de contactes.

## Premis
El 23 de novembre de 2013, el govern del Consell de Joves Polítics de Sant Petersburg va organitzar una celebració en honor del Programa de Voluntariat del Museu Estatal de l'Ermitage a l'atri del museu. L'objectiu principal de la celebració era promoure el moviment de joves voluntaris del museu i crear consciència entre els ciutadans, autoritats i empreses de les activitats i projectes que duen a terme els voluntaris. Entre els 150 organitzadors que van participar en la competició, els millors foren premiats amb diplomes honoraris i premis. Com a participant en la competició del “Programa de Voluntariat Més Efectiu”, el Museu Estatal de Sant Petersburg guanyà el premi en la categoria “Execució d'Events Municipals”. Un diploma honorari i l'estàtua de bronze del “Petit Princep” van ser entregats al coordinador del programa de voluntariat, Mikhail Kozhukhovskij.

## Activitats
A continuació hi ha alguns exemples d'activitats en les quals participen els membres del programa: 
- Recepció i seguretat: rebre i acompanyar als visitants de l'Ermitage, revisar bitllets i proveir informació.
- Ajudar en projectes científics: fer inventari del museu, conservació – restauració d'excavacions arqueològiques, classificació i gestió d'artefactes emmagatzemats.
- Preparar publicacions del museu i correspondència.
- Desenvolupar noves tecnologies comunicatives i crear dissenys per a projectes multimèdia.
- Ajudar a l'organització de seminaris i conferències internacionals.
- Traducció general.
- L'ensenyança de llengües estrangeres i la creació de grups de conversació.
- Ajudar a moure artefactes i exhibicions.

## Projectes
WHY (World Heritage & Youth)  (Patrimoni del món i juvintud)
World Heritage & Youth (WHY) és el projecte representatiu del Servei Voluntari. El seu projecte principal és destacar la importància de la tradició. Aquest projecte inclou als voluntaris en diferents programes i conferències en relació amb la preservació cultural. Un exemple del tipus de qüestions que aborda el projecte WHY és el debat sobre la construcció del Centre Okhta, un dels projectes arquitectònics més criticats proposats en l'actual Sant Petersburg. Molts Voluntari han reaccionat negativament a la seva possible construcció. El programa insisteix en la importància de preservar el centre històric de Sant Petersburg, llavors està activament involucrat en la discussió que envolta aquest projecte tan polèmic.
La Universitat d'Estiu del Museu estatal de l'Ermitage és el resultat directe del projecte WHY. Des de 2009 el
Servei Voluntari ha organitzat la Universitat d'Estiu cada Juliol en col·laboració amb la companyia russa “Rosatom”. Estudiants provinents de diferents àrees remotes de Rússia són convidats a participar en una sèrie d'esdeveniments i activitats dissenyades per educar-los en la tradició cultural. Per a molts d'ells, la Universitat d'Estiu és la primera oportunitat que tenen d'explorar i descobrir la noció del patrimoni cultural. El Servei Voluntari organitza diverses activitats en conjunt amb aquest programa.

### Projecte Ropsha
El Projecte Ropsha va ser el primer projecte creat pel Servei Voluntari. La ciutat de Ropsha, al sud-est de Sant Petersburg, és a on es troba un palau inclòs a la llista de Patrimoni Mundial de la UNESCO. Els voluntaris de l'Ermitage van formar part de la campanya per aturar la destrucció d'aquest monument. Van començar reunint informació sobre la seva localització, y després van crear un arxiu únic. El projecte involucrà la creació del Museu de l'arbre de Nadal al mateix palau, fet que ajuda als nins de la ciutat a comprendre aquesta celebració tradicional quasi mundial.

### Jocs, Gimcanes i Concursos
Cada any el Servei Voluntari organitza concursos i activitats per escolars i estudiants. Per exemple, en un joc divertit i interessant els nins es poden familiaritzar amb diferents moments de la història mundial i la cultura. Es un viatge fascinant a través de les sales del museu a la recerca d'un aspecte particular de la història, el patrimoni cultural o la tradició. En febrer de 2009 el Servici va crear un joc que es diu “El dia dels Escitians” que va ajudar els nins no només a descobrir els antics Escitians, sinó també als nòmades de la rica cultura Pazyryk.
El Servici també organitza competicions educatives dutes a terme en col·laboració amb escoles com a part dels seus programes acadèmics. Diversos departaments de l'Ermitage també estan involucrats en aquests tipus d'activitats. Els estudiants poden descobrir un món meravellós d'història i cultura quan visiten les excursions temàtiques i participen en investigacions varies.
Jocs i Concursos organitzats pel Servei Voluntari de l'Ermitage:
- Deus. Estrelles. Planetes. Concurs. Abril 12, 2017.
- Descobreix la teva Europa a l'Ermitage. Kinoquest, Septembre 14, 2016.
- Legendes de l'espai. Concurs, abril 12, 2016.
- Descobreix la teva Europa a l'Ermitage. Kinotest, septembre 2015, 2013,2012.
- Gimcana de Voluntaris 2010. Abril 2010
- Día dels Escitians. Joc, abril 2009.
- Indiana Jones a l'Ermitage. Joc, novembre 2008.

### Concurs de Gràfics i Animacions
Des de 2005 el Servei Voluntari de l'Ermitage ha estat organitzant concursos per estudiants en el camp de la tecnologia de la informació. Cada any el Servei Voluntari desenvolupa i organitza quatre concursos amb la NMO “Centre Escolar”. El tema del concurs depèn de les exhibicions i esdeveniments del Museu de l'Ermitage. El concurs inclou programes d'educació especial per a participants d'entre 6 y 17 anys, personal voluntari i informàtics i professors, i una cerimònia de premis oficial. Les categories de la competició inclouen animacions, actuacions multimèdia, i arts tecnològiques. Els guanyadors son anunciats a través de monitors a les sales del museu.
Concursos organitzats pel Servei Voluntari de l'Ermitage:
- Ermitage: Preservant el patrimoni de les nacions. Setembre – Desembre 2018
- L'Ermitage i el ballet Rus. Mars – Maig 2018
- L'Ermitage a l'era de la transició. Octubre – Desembre 2015
- Tour de França 1717. Un fantàstic viatge per Pere el Gran. Febrer – Maig 2017
- Bizantia i Rússia. Setembre- Desembre 2016.
- Palmira: Respirant vida! Març – Maig 2015.
- Bon dia, Argentina .Setembre – Desembre 2015.
- La granota viatgera Abril- Novembre 2015.
- El naixement de l'Ermitage. Desembre 2014 – April 2015
- El món fabulós amb el que somiam... Desembre 2012.
- Moixos- Grans i petits. Abril 2012.
- 9dies abans les calends de setembre. Desembre 2011.
- El garatge de Nicolàs II al Palau d'Hivern. Febrer 2011.
- Al llindar del descobriment. Octubre 2010.
- Seguint el rastre als Déus Olímpics. Abril 2010.
- Autògraf de Sant Petersburg. Maig 2009.
- Multimoix. Mars 2009.
- Nit vella. Desembre 2007.
- Història de l'arbre de Nadal. Desembre 2005.